# Koumela
 (juin 2021).
La mise en forme du texte ne suit pas les recommandations de Wikipédia : il faut le « wikifier ».
Les points d'amélioration suivants sont les cas les plus fréquents. Le détail des points à revoir est peut-être précisé sur la page de discussion.
- Les titres sont pré-formatés par le logiciel. Ils ne sont ni en capitales, ni en gras.
- Le texte ne doit pas être écrit en capitales (les noms de famille non plus), ni en gras, ni en italique, ni en « petit »…
- Le gras n'est utilisé que pour surligner le titre de l'article dans l'introduction, une seule fois.
- L'italique est rarement utilisé : mots en langue étrangère, titres d'œuvres, noms de bateaux, etc.
- Les citations ne sont pas en italique mais en corps de texte normal. Elles sont entourées par des guillemets français : « et ».
- Les listes à puces sont à éviter, des paragraphes rédigés étant largement préférés. Les tableaux sont à réserver à la présentation de données structurées (résultats, etc.).
- Les appels de note de bas de page (petits chiffres en exposant, introduits par l'outil «  Source ») sont à placer entre la fin de phrase et le point final[comme ça].
- Les liens internes (vers d'autres articles de Wikipédia) sont à choisir avec parcimonie. Créez des liens vers des articles approfondissant le sujet. Les termes génériques sans rapport avec le sujet sont à éviter, ainsi que les répétitions de liens vers un même terme.
- Les liens externes sont à placer uniquement dans une section « Liens externes », à la fin de l'article. Ces liens sont à choisir avec parcimonie suivant les règles définies. Si un lien sert de source à l'article, son insertion dans le texte est à faire par les notes de bas de page.
- La présentation des références doit suivre les conventions bibliographiques. Il est recommandé d'utiliser les modèles {{Ouvrage}}, {{Chapitre}}, {{Article}}, {{Lien web}} et/ou {{Bibliographie}}. Le mode d'édition visuel peut mettre en forme automatiquement les références.
- Insérer une infobox (cadre d'informations à droite) n'est pas obligatoire pour parachever la mise en page.

Pour une aide détaillée, merci de consulter Aide:Wikification.
Si vous pensez que ces points ont été résolus, vous pouvez retirer ce bandeau et améliorer la mise en forme d'un autre article.
Koumela est un village du Cameroun se situant dans le département de Boumba et Ngoko, au sein de la région de l'Est. Il se trouve plus précisément dans l'arrondissement de Salapoumbé et dans la commune de Bangando. C'est un village riverain de la forêt communale et il est traversé par une route reliant Yokadouma à Moloundou-ville.

## Population
En 2005, le village de Koumela comptait 1230 habitants dont 619 hommes et 611 femmes.

## Histoire
Aux temps des colons, le village de Koumela était considéré comme un important lieu de transit et était nommé par les Anglais "the middle road", les habitants du village ont transformé ce nom, dans leur langue locale en "Mindourou". Par la suite, les marchands ont une fois de plus transformé le nom de ce village en "Brazzaville", ce qui avait créé des confusions avec d'autres lieux de la République du Congo. C'est pour ce faire, que l'administration de ce village a réuni les habitants afin de décider du nom que prendrait leur village. Ils ont décidé de l'appeler Koumela en référence au premier chef de ce village qui portait ce nom.

## Origines et ethnies
Le village de Koumela compte parmi les villages traditionnels d'origines de la commune de Bangando.
Au sein de ce village, on retrouve principalement, comme personnes ayant une résidence définitive, les Baka qui sont un groupe ethnique dit "transversal" occupant tous les villages et qui peuvent en changer sans avoir à réaliser un protocole spécifique. Koumela est un lieu de diversité car en plus on y retrouve des personnes provenant d'origines ethniques différentes comme : les Bangando, les Mbomam, les Mbimo...
De plus, on y retrouve différents clans qui sont nommés par le nom de l'animal ou de l'aliment qui lui est interdit de manger : 
- Bo dawa : ils sont interdits de manger du singe, 
- Bo foloh : ils sont interdits de manger de l'éléphant,
- Bo gréa : ils sont interdits de manger du potamochère, 
- Bo bikoh : ils sont interdits de manger du céphalopode à dos jaune, 
- Bo wé : ils sont interdits de manger du varan, 
- Bo napkali : ils sont interdits de manger de la canne à sucre.

## Agriculture
Koumela fait partie des  villages qui à l'origine cultivaient du café, mais les planteurs ont pour la plupart abandonnés leur plantations pour changer d'agriculture à cause de la chute du prix mondial du café.
Désormais, il est  plus commun et rentable pour les habitants de ce village de pêcher, faire de la chasse de commerce et à la culture vivrière.

## Éducation
Dans le village de Koumela se trouve une école primaire publique mais les enfants peuvent se voir recevoir une éducation scalaire jusqu'à la classe de CM2. Cette école regroupait en 2011, 5 classes avec donc 5 enseignants et environ 229 élèves. S'y trouve aussi un établissement d'enseignement privé composé d'un seul enseignant ayant une mission catholique.

## Infrastructures
Koumela dispose d'une auberge situé au carrefour libongo constituée de 5 chambres. Les équipements sont : une toiture en natte et les mûrs en bois, les toilettes sont communes et externes.